# Cinygmula kootenai
Cinygmula kootenai är en dagsländeart som beskrevs av Mcdunnough 1943. Cinygmula kootenai ingår i släktet Cinygmula och familjen forsdagsländor. Inga underarter finns listade i Catalogue of Life.